# Стрижово
Стрижо́во (рос. Стрижово) — присілок у складі Куртамиського округу Курганської області, Росія.
Населення — 121 особа (2010, 154 у 2002).
Національний склад станом на 2002 рік:
- росіяни — 99 %